# 波隆摩罗阇一世
波隆摩罗阇一世（泰语：สมเด็จพระบรมราชาธิราชที่ ๑；1310年-1388年）暹罗（今泰国）阿育陀耶王国的第三任国王、素攀蓬王朝的开创者。他是阿育陀耶王国的创建者兼第一任国王拉玛铁菩提一世（乌通）的哥哥。1370年，他在素攀武里发动政变，将他的侄子，拉玛铁菩提一世之子拉梅萱赶下王位并自立为王。他于1388年去世，享年78岁。

## 生平
波隆摩罗阇一世生于1310年，由其名字推断应该是家中的第五子（泰语名为ขุนหลวงพะงั่ว，而 "งั่ว" 在古泰语中意指排行第五）。他也是阿育陀耶王国立国者拉玛铁菩提一世的哥哥。1351年，拉玛铁菩提一世建立阿育陀耶王国之后便派遣波隆摩罗阇一世前往素攀武里（又译作素攀）继承城主之位。1369年，拉玛铁菩提一世驾崩，王位由其子拉梅萱继承。拉梅萱在继位后继续任命波隆摩罗阇一世为素攀武里城主。
1370年，在拉梅萱继位一年之后，波隆摩罗阇一世发动政变并强迫拉梅萱将王位禅让给自己。1388年，在统治阿育陀耶十八年后，波隆摩罗阇一世去世，享年78岁。波隆摩罗阇一世死后由其幼子东兰继位。在东兰继位仅仅7天后，拉梅萱在罗涡起兵并在不久后攻入阿育陀耶成功夺取王位。

## 战功

### 对高棉的战争[2]
1352年，拉玛铁菩提一世领兵围攻当时高棉的首都大吴哥，但是此役阿育陀耶军战败。于是拉玛铁菩提一世便派人去素攀武里向波隆摩罗阇一世求援。在继续围攻大吴哥约1年后，阿育陀耶军攻破大吴哥，并获得诸多战利品。

### 对泰北、泰东北的战争[2]
1371年，在夺得王位后，波隆摩罗阇一世便对泰北、泰东北的甘烹碧城（泰语：เมืองชากังราว）、彭世洛城（泰语：เมืองพิษณุโลก）、清迈（泰语：เวียงเชียงใหม่）和南邦城（泰语：เมืองนครลำปาง ）用兵。直到波隆摩罗阇一世驾崩，这几场战争仍未结束。

### 对素可泰王国的三次战争[2]
1373年，波隆摩罗阇一世第一次对素可泰王国用兵。但本次用兵后不久，波隆摩罗阇一世便宣布退兵。3年后，即1376年，波隆摩罗阇一世第二次对素可泰用兵。这次用兵俘获了大量战利品和战俘。1378年，波隆摩罗阇一世以“阿育陀耶的奴隶不断逃亡至素可泰的理由”，第三次对素可泰用兵。在这次战争中，时任素可泰国王昙摩罗阇二世无法抵挡阿育陀耶大军。同年，昙摩罗阇二世投降，素可泰自此沦为阿育陀耶的藩属国。1388年，波隆摩罗阇一世再次对素可泰用兵，但是史书上并未记载此次用兵的理由。而波隆摩罗阇一世则在同年驾崩，此次用兵也无疾而终。